# Самурський національний парк
41°51′ пн. ш. 48°30′ сх. д. / 41.85° пн. ш. 48.5° сх. д.
Самурський національний парк (рос. Национальный парк «Самурский») розташований на західному узбережжі Каспійського моря, на сході Великого Кавказу в Дагестані , Росія. Розділений на два сектори: прибережну заплавну ділянку в дельті річки Самур і гірський сектор, який містить гору Базардюзю та найпівденнішу крайню точку Росії. 
Прибережна зона відрізняється тим, що тут розвинений помірно-субтропічний ліановий ліс. 
Парк також охороняє прибережні води Каспію. 

Офіційно створено у 2019 році. 

## Топографія
Сектор дельти Самура (10 134 км²) займає більшу частину дельти річки Самур на південному сході Дагестану, на кордоні з Азербайджаном. 
Розташований у Дербентському та Магарамкентському районах. Місцевість рівнинна, зі змінними річащами, джерельними струмками, прибережними озерами, лагунами та пляжами. 
Цей сектор містить Самурський ліановий ліс і прибережну смугу мілководдя в Каспійському морі. 

Гірський сектор «Шалбуздаг» (38 139 км²) лежить на північних схилах Кавказьких гір, утворюючи Базардюзі-Шалбуздагське нагір'я. 
Основні вершини: Базардюзю (4466 м), Ярудаг (4466 м) і Шалбуздаг (4142 м). 
Цей сектор знаходиться в Докузпаринському та Ахтинському районах. Південна межа цього сектора — кордон між Росією та Азербайджаном.

## Екорегіон і клімат
Парк знаходиться на східній околиці екорегіону мішаних лісів Кавказу. 
Через перепади висотних поясів гірський сектор підноситься над лісовим поясом. 

Клімат сектора дельти Самура — вологий континентальний клімат, тепле вологе літо (класифікація клімату Кеппена (Cfa)). Цей клімат характеризується великими сезонними перепадами температур. 
Жоден місяць не має середньої температури нижче 0 °C, принаймні один місяць має середню температуру вище 22 °C, а середня температура за чотири місяці перевищує 10 °C. 
Опади випадають відносно рівномірно протягом року.

## Флора і фауна
Сектор дельти Самура охороняє єдині в Росії великі ліанові ліси. 
У дельті виявлено понад 500 видів судинних рослин, загалом у парку понад 1000 видів. 
Домінуючими лісовими деревами в дельті є дуб звичайний, граб звичайний, тополя біла, вільха та верба біла. 

Дельта Самура є важливим місцем зимівлі водоплавних і біляводних птахів. 
У парку зареєстровано понад 300 видів птахів, відомо, що 130 з них гніздяться в цьому районі. 
В одному парку зареєстровано 38% всіх відомих в Росії видів. 

Сектор Шалбуздаг (гірський) не покритий лісом на високогір'ях, хоча видове різноманіття в цілому високе через надзвичайні перепади висот. 
Нижче 3000 метрів ландшафт представлений альпійськими та субальпійськими степовими луками. 
Вище 3000 метрів — осипи, голі скелі та льодовики. 